# Mesofauna del suelo

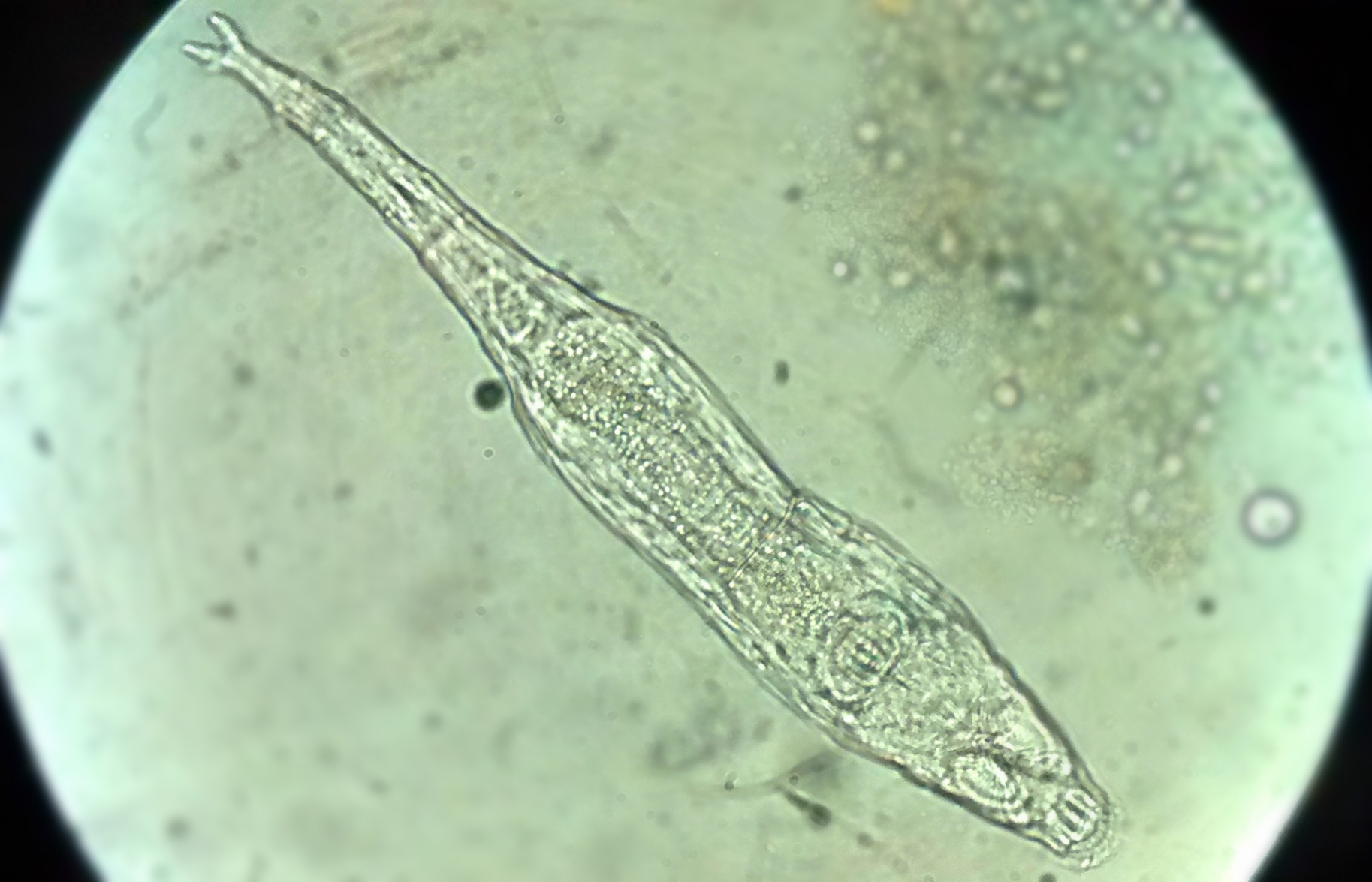
Vista de Rotifera entre 0,1-0,5 mm. Microscopio óptico.

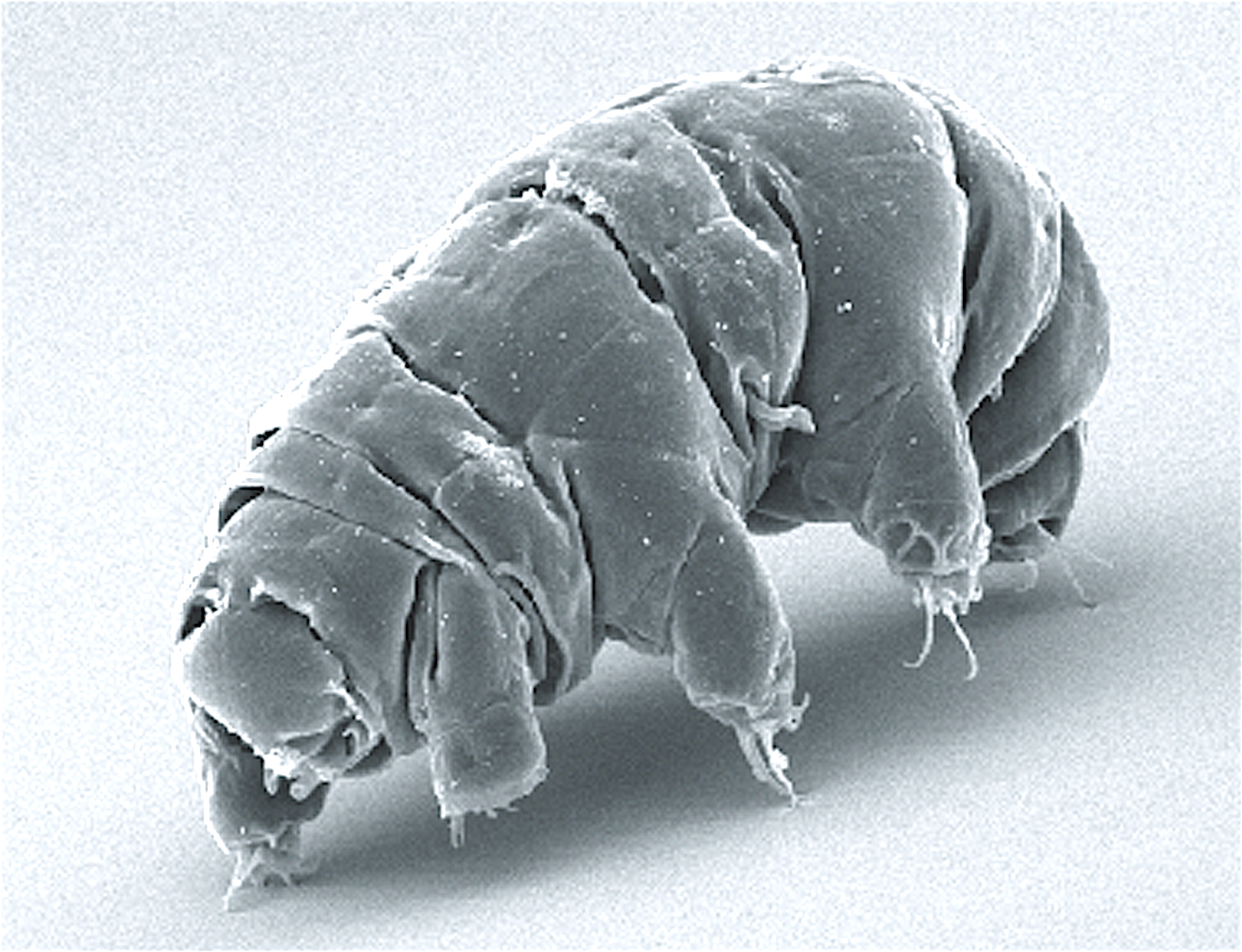
Imagen de Tardigrada 0.1–1.0 mm de longitud. Microscopio electrónico de barrido.

La mesofauna del suelo son invertebrados de entre 0.1 mm y 2 mm de tamaño, que viven en el suelo o en una capa de hojarasca en la superficie del suelo. Los miembros de este grupo incluyen nematodos, ácaros, colémbolos (colembola), proturos, paurópodos, rotíferos, tardígrados, pequeños araneidae (arañas), pseudoescorpiones, opiliones (recolectores), enchytraeidae como gusanos, larvas de insectos, pequeños isópodos y miriápodos.[cita requerida]   Desempeñan un papel importante en el ciclo del carbono y es probable que se vean afectados negativamente por el cambio climático.
La mesofauna del suelo se alimenta de una amplia gama de materiales, incluidos otros animales del suelo, microorganismos, material animal, material vegetal vivo o en descomposición, hongos, algas, líquenes, esporas y polen. Las especies que se alimentan de material vegetal en descomposición abren canales de drenaje y aireación en el suelo al eliminar las raíces. El material fecal de la mesofauna del suelo permanece en canales que los animales más pequeños pueden descomponer. 
La mesofauna del suelo no tiene la capacidad de remodelar el suelo y, por lo tanto, se ven obligados a usar los espacios porosos existente en el suelo, las cavidades o los canales para la locomoción. La macrofauna del suelo, las lombrices de tierra, las termitas, las hormigas y algunas larvas de insectos pueden crear espacios en los poros y, por lo tanto, pueden cambiar la porosidad del suelo, un aspecto de los procesos vinculados a la morfología del suelo. La mesofauna contribuye a espacios habitables en el suelo y representa una pequeña porción del total de espacios de poros. Los suelos arcillosos tienen partículas mucho más pequeñas que reducen el espacio de los poros. El material orgánico puede llenar poros pequeños. La alimentación de bacterias por nematodos y flagelados bacterívoros, la mesofauna del suelo que vive en los poros, puede aumentar considerablemente la mineralización de nitrógeno porque las bacterias se descomponen y se libera el nitrógeno.
En suelos agrícolas, la mayor parte de la actividad biológica ocurre en los 20 centímetros (7,9 plg) superiores 20 centímetros (7,9 plg), la capa de biomanta o arado del suelo, mientras que en suelos no cultivados, la mayor actividad biológica se produce en los 5 centímetros (2 plg) superiores 5 centímetros (2 plg) del suelo. La capa superior es el horizonte orgánico o el horizonte O, el área de acumulación de residuos animales y material vegetal reconocible. Los residuos animales son más altos en nitrógeno que los residuos vegetales con respecto al carbono total en el residuo. Parte de la fijación de nitrógeno es causada por bacterias que consumen los aminoácidos y el azúcar que exudan las raíces de las plantas. Sin embargo, aproximadamente el 30% de la remineralización del nitrógeno es aportada por la fauna del suelo en la agricultura y los ecosistemas naturales. La macro y la mesofauna descomponen los residuos vegetales para liberar nitrógeno como parte del ciclo de nutrientes.